# جاك هلبرن (أستاذ جامعي)
جاك هلبرن (بالإنجليزية: Jack Halpern)‏ هو كيميائي أمريكي، ولد في 19 يناير 1925 في بولندا، وتوفي في 31 يناير 2018 في شيكاغو في الولايات المتحدة.